# Один и без оружия
«Оди́н и без ору́жия» — советский приключенческий фильм, снятый в 1984 году режиссёрами Павлом Фаттахутдиновым и Владимиром Хотиненко.
Экранизация детектива Николая Леонова «Агония».

## Создание фильма
Фаттахутдинов писал: «однажды взял я сценарий Николая Леонова „Профессионалы“, иду по Москве, а мне навстречу — Володя. Узнав, что за сценарий у меня в руках, загорелся: „Я читал эту книжку — давай вместе снимать“. Я согласился, и это было не самое умное решение в моей жизни, думаю, что и для него тоже. Но мы были молоды, самоуверенны и решения принимали легко и весело <…> Начинали мы съёмки лучшими друзьями, а дошло до того, что один день снимал я, другой — он. Вдвоём на площадке нам находиться было невозможно. Но прошло тридцать лет, и дурь всякая переоценивается, а по-человечески и профессионально я сегодня Володю очень уважаю». Фильм снят в Свердловске, Перми и Кунгуре.

## Сюжет
1927 год. Бывший командир РККА Константин Воронцов назначен начальником уголовного розыска небольшого губернского городка. Совместно с опытным сотрудником розыска Иваном Мелентьевым он вступает в борьбу с лидером воровского мира по кличке Корней. Воронцов и Мелентьев предпочитают разные методы работы. Если Мелентьев делает ставку на неспешное внедрение своих людей в преступную среду, то Воронцов хочет действовать как можно быстрее. Сложность борьбы с Корнеем в том, что он не совершает преступлений своими руками, а только руководит их совершением. Благодаря успешной операции, УГРО удаётся внедрить своего агента к Корнею и узнать место и время предстоящей воровской сходки. Но в последний момент Корней меняет место сходки. Воронцов не успевает никого предупредить и вынужден действовать один. Умело играя на различии интересов в воровской среде, он разрушает её общность. Корней убивает Воронцова, но после этого сам оказывается арестованным.

## В ролях
| Актёр             | Роль                           |
| ----------------- | ------------------------------ |
| Василий Мищенко   | Константин Николаевич Воронцов |
| Иван Агафонов     | Корней                         |
| Всеволод Ларионов | Иван Иванович Мелентьев        |
| Виктор Борцов     | Дмитрий Сергеевич              |
| Борис Галкин      | «Сынок»                        |
| Валерий Захарьев  | Иван водитель                  |
| Адольф Ильин      | Лёха                           |
| Дилором Камбарова | Диля                           |
| Михаил Кононов    | Пётр швейцар                   |
| Авангард Леонтьев | фотограф                       |
| Елена Майорова    | Дарья Ивановна Латышева        |
| Талгат Нигматулин | «Хан» (Хасан Халидов)          |
| Николай Сморчков  | Трещалов                       |
| Пётр Олев         | Лёвчик                         |
| Андрей Зыков      | «Братишка»                     |
| Александр Сухих   | эпизод                         |
| Янис Клушс        | эпизод                         |